# Bridgewater (Maine)
Pour les articles homonymes, voir Bridgewater.
Bridgewater est une ville située dans l’État américain du Maine, dans le comté d’Aroostook. 

## Géographie
|  | Blaine (Maine)     | Knoxford                        |
|  | Bridgewater        | Centreville (Nouveau-Brunswick) |
|  | Monticello (Maine) | Bloomfield (Nouveau-Brunswick)  |